# كينت فورسبرغ
كينت فورسبرغ (بالسويدية: Kent Forsberg)‏ هو مدرب رياضي سويدي، ولد في 12 سبتمبر 1947 في السويد.

## وصلات خارجية
- كينت فورسبرغ على موقع EliteProspects.com (الإنجليزية)
- كينت فورسبرغ على موقع HockeyDB.com (الإنجليزية)